# 리조트 게이트웨이 스테이션역
리조트 게이트웨이 스테이션 역(Resort Gateway Station, 일본어: リゾートゲートウェイ・ステーション駅 리조토게토웨이스테숑에키[*])은 일본 지바현 우라야스시에 있는 철도역이다.

## 타는 곳
승강장 번호가 없다. 열차는 먼저 하차 전용 승강장 쪽 문을 연다.
| 하차 전용 승강장 (왼쪽)   |
| 승차 전용 승강장 (오른쪽) |

## 역세권 정보
- 마이하마역(동일본 여객철도 게이요 선: 환승역)

## 역사
- 2001년 7월 27일: 영업 개시

## 사진

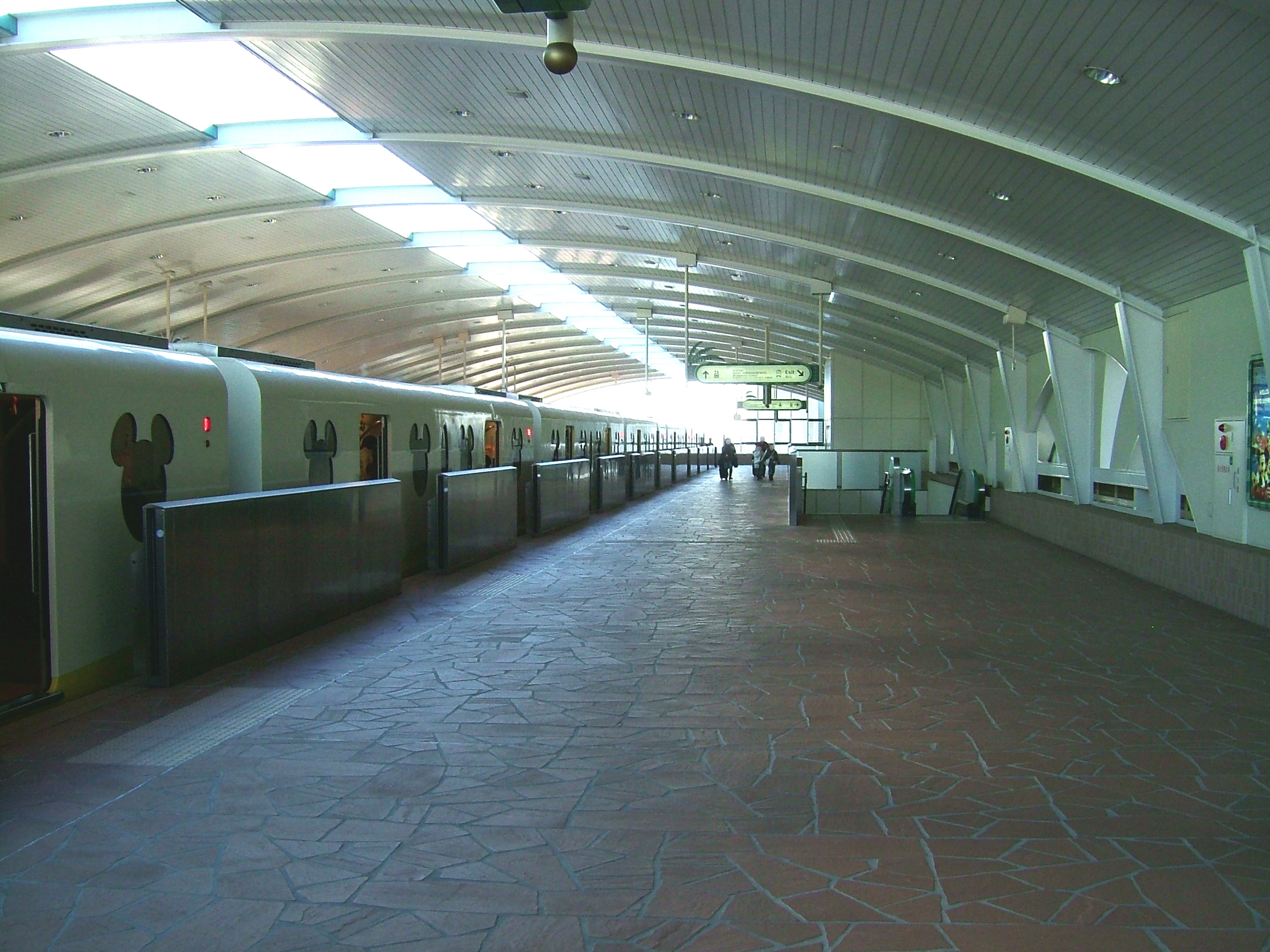
나가기 전용 승강장 모습

## 인접역
| 디즈니 리조트 라인     | 디즈니 리조트 라인 | 디즈니 리조트 라인                   |
| ---------------------- | ------------------ | ------------------------------------ |
| 도쿄 디즈니시 스테이션 |                    | 도쿄 디즈니랜드 스테이션 반시계 방향 |